# Tardo gotico

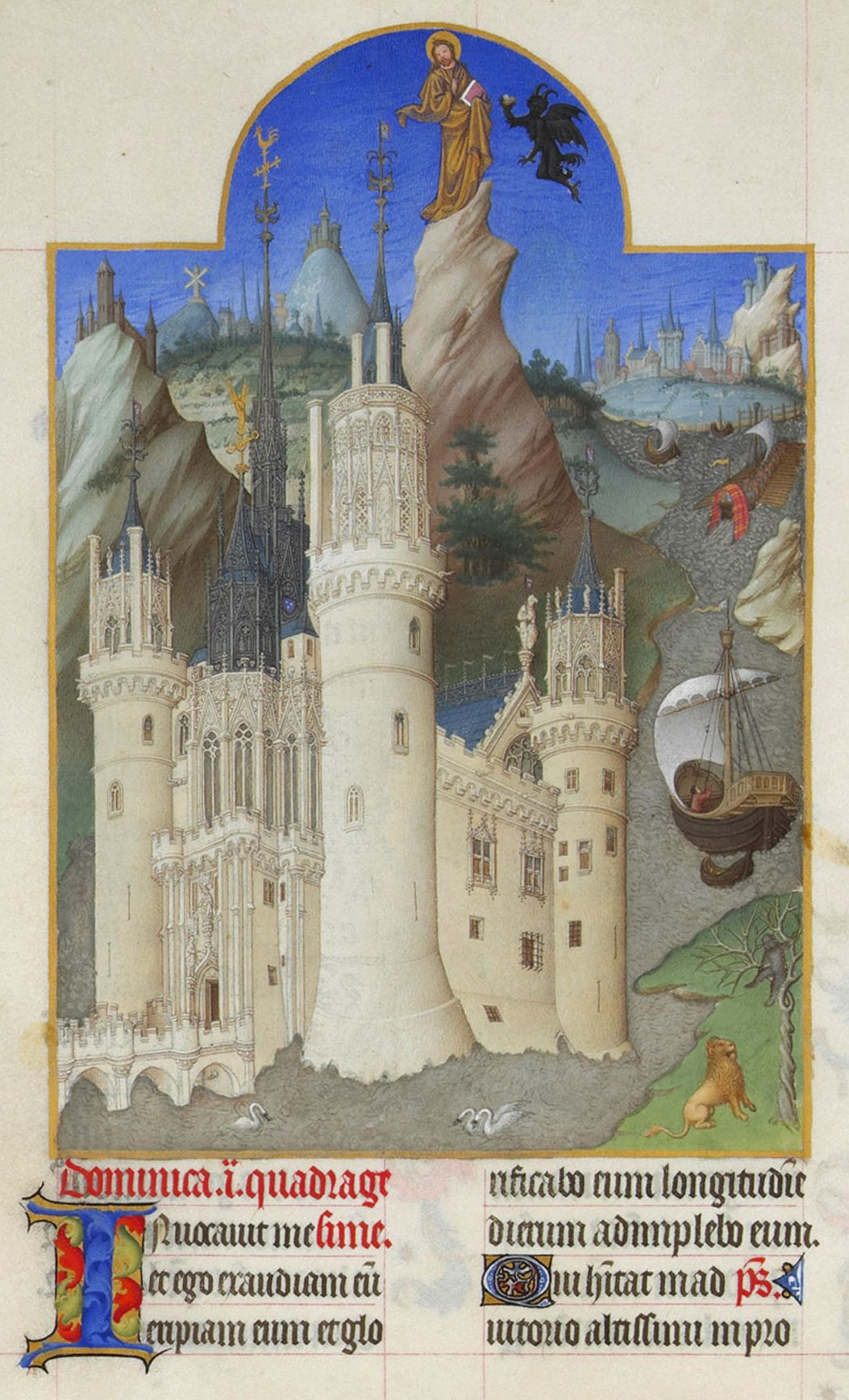
Castello di Mehun Sur Yevre raffigurato dai Fratelli Limbourg, Tentazioni di Cristo, pagina miniata del Très riches heures du Duc de Berry (1412-1415): il tema sacro è solo un pretesto per mettere in scena uno sfolgorante castello in un paesaggio inquadrato "a volo d'uccello".

Il tardo gotico è una fase della storia dell'arte europea, collocabile tra il 1370 circa e buona parte del XV secolo, con alcune zone dove si prolungò a oltranza fino al XVI secolo. Si tratta di uno dei linguaggi figurativi fondamentali, assieme al Rinascimento fiorentino e fiammingo, che caratterizzarono il Quattrocento.
Fu un fenomeno legato soprattutto alle corti rinascimentali ed ebbe una diffusione piuttosto uniforme in tutta Europa, favorita dai frequenti scambi di oggetti d'arte e di artisti stessi tra i centri soprattutto dell'Italia settentrionale, della Francia e della Germania, irradiandosi poi in gran parte del resto del continente.
Il tardo gotico mantenne un ruolo dominante e un'importante diffusione per tutta la prima metà del XV secolo; l'arte del Rinascimento infatti, sviluppatasi a Firenze a partire dagli anni venti del Quattrocento, faticò ad affermarsi in Italia fino alla seconda metà del secolo, e non fu recepito a breve negli altri paesi europei; in questi contesti il tardo gotico rimase il punto di riferimento principale per la gran parte della committenza.
In questo periodo più che mai le arti figurative non furono un riflesso di fenomeni storici o sociali, ma svolsero il ruolo di compensazione fantastica attraverso l'evocazione di un mondo perfetto e aristocratico.
Tra i più noti artisti dell'epoca tardo gotica ci furono il Pisanello e Gentile da Fabriano in Italia, Claus Sluter e i fratelli Limbourg in Francia, Stephan Lochner in Germania.

## Contesto storico

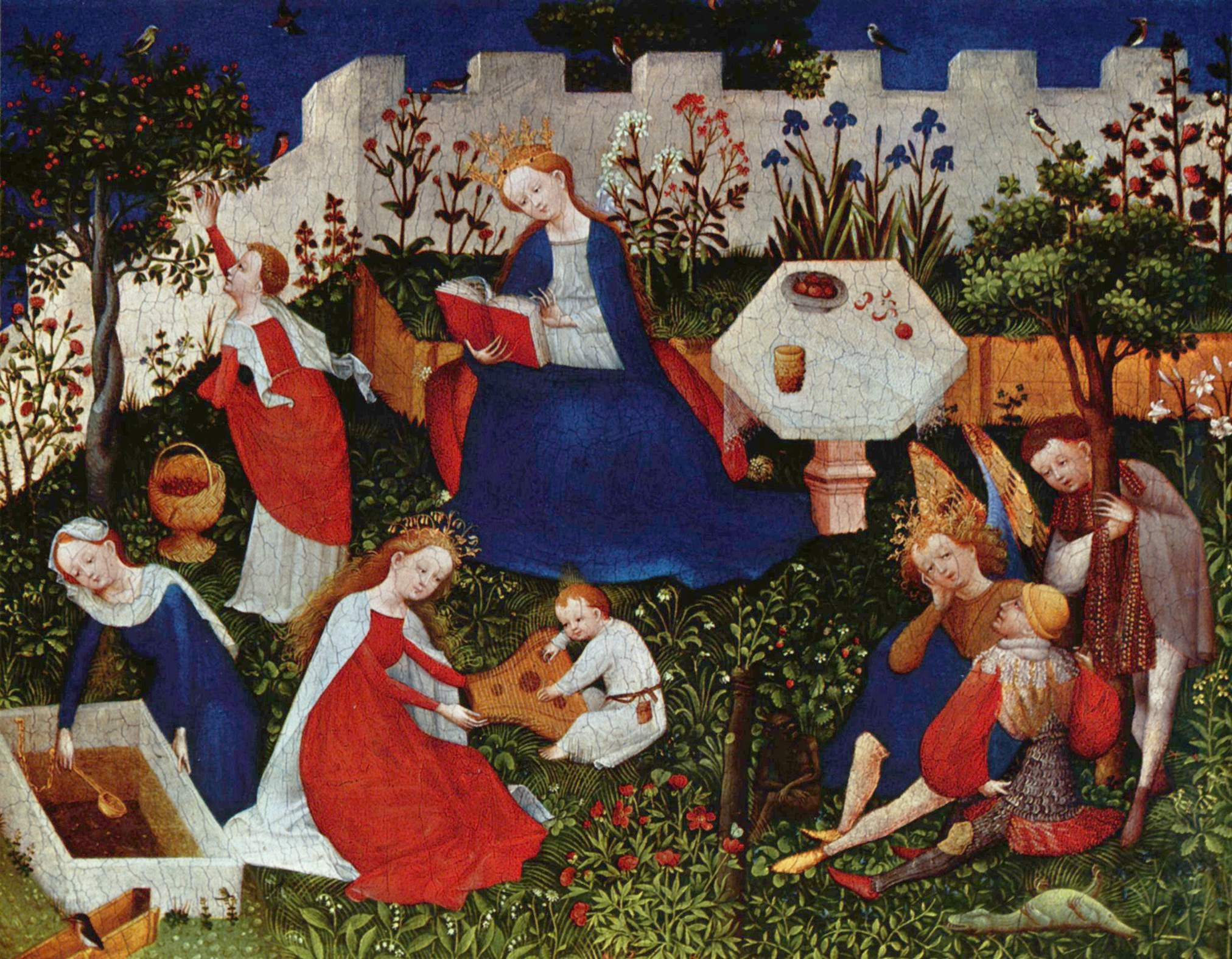
Maestro del Giardinetto del Paradiso di Francoforte, Madonna e santi nel giardino del Paradiso

La società a cavallo tra la fine del Trecento e i primi decenni del Quattrocento era un complesso eterogeneo e multiforme, travagliato da un progressivo dissesto economico e dal graduale declino delle grandi potenze medievali, il Papato e l'Impero. Anche istituzioni prestigiose quali la cavalleria e la feudalità, sebbene facessero ancora da modello di vita e comportamenti, erano state da tempo svuotate del loro ruolo attivo. Tra gli effetti del diffuso malessere ci furono le rivolte contadine e dei salariati (dei Ciompi a Firenze, dei lollardi, dei tessitori fiamminghi), represse nel sangue. Tra il disordine e il disorientamento iniziavano però a manifestarsi anche i segni di ripresa, come la graduale ripresa economica grazie alla borghesia, che iniziò ad avere un peso culturale via via crescente.
Da un punto di vista culturale, le critiche alla filosofia scolastica, mosse da Guglielmo di Occam, e una maggiore diffusione dell'averroismo generarono gradualmente un nuovo atteggiamento verso la realtà e il sapere, che vedeva un ridimensionamento dell'interposizione della Chiesa, a favore di un rapporto più intimo e diretto con Dio. Affrancarsi dal dominio teologico significava anche riscoprire un approccio pratico verso il sapere e la conoscenza.
Questi fenomeni si ripercossero nella produzione artistica da un lato offrendo una compensazione fantastica e ideale al mondo reale, ispirata ai modelli del vecchio mondo cortese, dall'altra proponendo precise raffigurazioni della natura per soddisfare l'interesse empirico verso le sue molteplici manifestazioni. Le rappresentazioni macabre e sanguinolente avevano uno scopo recondito di esorcizzare i timori più profondi verso la morte e la sofferenza.

## Terminologia
Questo periodo viene chiamato anche con altri termini equivalenti che ne evidenziano alcune caratteristiche:

### "Tardo" gotico
Il termine "tardo gotico" pone l'accento sull'aspetto cronologico collocando questo stile in continuità col gotico e come epilogo di esso, in questo senso implica anche un'accezione "autunnale", come ultimo capitolo del mondo medievale; in Italia il tardogotico indica l'arte dei primi decenni del Quattrocento, mentre il corrispondente "Spätgotik" in area tedesca indica le estreme espressioni di questo stile ormai alle soglie del XVI secolo.

### Gotico "internazionale"
Gotico "internazionale" sottolinea l'estesa diffusione che questa fase stilistica ebbe in molti paesi d'Europa grazie a un significativo dialogo e a una larga diffusione dei manufatti favorita dalla predilezione per oggetti piccoli o comunque facilmente trasportabili (codici miniati, avori, oreficeria, altaroli portatili, arazzi); la circolazione era provocata dai più svariati canali: dal commercio ai doni di nozze o di fidanzamento, dai regali per la diplomazia agli spostamenti di artisti itineranti. I taccuini degli artisti poi, ricchi di schizzi, venivano usati e copiati come modelli nelle botteghe, aggiornando il repertorio iconografico e stilistico. Probabilmente il termine di "gotico internazionale" è quello che meglio rappresenta questo periodo ed è il termine più utilizzato per il contesto italiano; esistono per esempio quadri che sono dei veri e propri rompicapo per gli storici perché la comunanza di stilemi in aree geografiche tanto vaste può far sì che vengano di volta in volta attribuiti ad artisti francesi, o italiani o inglesi (come nel celebre Dittico Wilton). La transnazionalità non fu dovuta a fenomeni di irradiazione a partire da un centro, come avvenne per esempio col gotico francese; si trattò invece di uno scambio reciproco fra più centri, tra i quali nessuno può vantare un primato. Le aree più attive furono comunque prima Avignone e la corte papale, poi la Catalogna, la Borgogna, la Lombardia e la Boemia.

### Gotico "fiorito"
Gotico "fiorito" è un termine che fa riferimento all'amore per il lusso e per la raffinatezza decorativa che caratterizza questo periodo; interessante è notare come gli stilemi di questo tipo di arte siano rintracciabili in molteplici forme d'arte, con scambi continui di soluzioni e motivi tra pittura, miniatura, oreficeria, arazzeria, tessuti, mobilio, ecc.

### Gotico "cortese"

Pisanello, San Giorgio e la principessa, chiesa di Santa Anastasia, Verona

Gotico "cortese" è invece un termine che evidenzia la diffusione di quest'arte all'interno dell'ambiente sociale che ne decretò il successo: un segno di distinzione dell'aristocrazia rispetto all'avanzare della borghesia, caratterizzato da un'impeccabile perfezione formale; le corti quindi, prima tra tutte quella papale, esercitarono un ruolo prima di richiamo verso gli artisti e poi di amalgama e diffusione dello stile; ogni corte aveva alle proprie dipendenze un certo numero di artisti, ciascuno specializzato in determinate discipline (letteratura, musica, arti figurative); alla creazione di opere d'arte permanenti (ritratti, pale d'altare, codici miniati, ecc.), si alternava tutta un'attività per opere effimere, come gli allestimenti per feste e tornei, creazione di bandiere e drappi ornamentali, di abiti, costumi, scudi, armature, carte da gioco e oggettistica varia. Inoltre gli artisti erano chiamati a creare sontuosi regali da inviare alle altre corti, per destare ammirazione e invidia. L'ampio bagaglio di conoscenze tecniche richieste a un artista dell'epoca rendevano necessario il lavoro di gruppo e l'organizzazione di botteghe polivalenti dove si potesse far fronte a qualsiasi richiesta.

### Gotico "fiammeggiante"
Gotico "fiammeggiante" (o gotico flamboyant) è un termine che evidenzia l'andamento sinuoso delle linee dell'architettura, dove gli slanci diventano simili a fiamme guizzanti ed i complessi strutturali di costoloni e archi rampanti sempre più sottili ed accentuati. Le strutture murarie non portanti oltre che ad essere sostituite da vetrate vengono riempite di trafori estremamente lavorati. Sulle coperture, nei vertici e negli spigoli superiori delle facciate vengono introdotti sottilissimi ed esasperati pennacchi estremamente lavorati che fanno sembrare l'altezza delle strutture ancora più elevata. In Italia tale arte viene colta in maniera molto più mitigata (fatta eccezione per il Duomo di Milano e per qualche altro raro monumento).

### Stile dolce
Stile dolce (style adouci in francese o weicher Stil in tedesco) evidenzia infine l'amore per la pittura estremamente raffinata e delicata, con morbide sfumature e stesura modulata, che si diffuse principalmente a Colonia, in Boemia e in area lombarda con autori quali Michelino da Besozzo.

## Caratteristiche

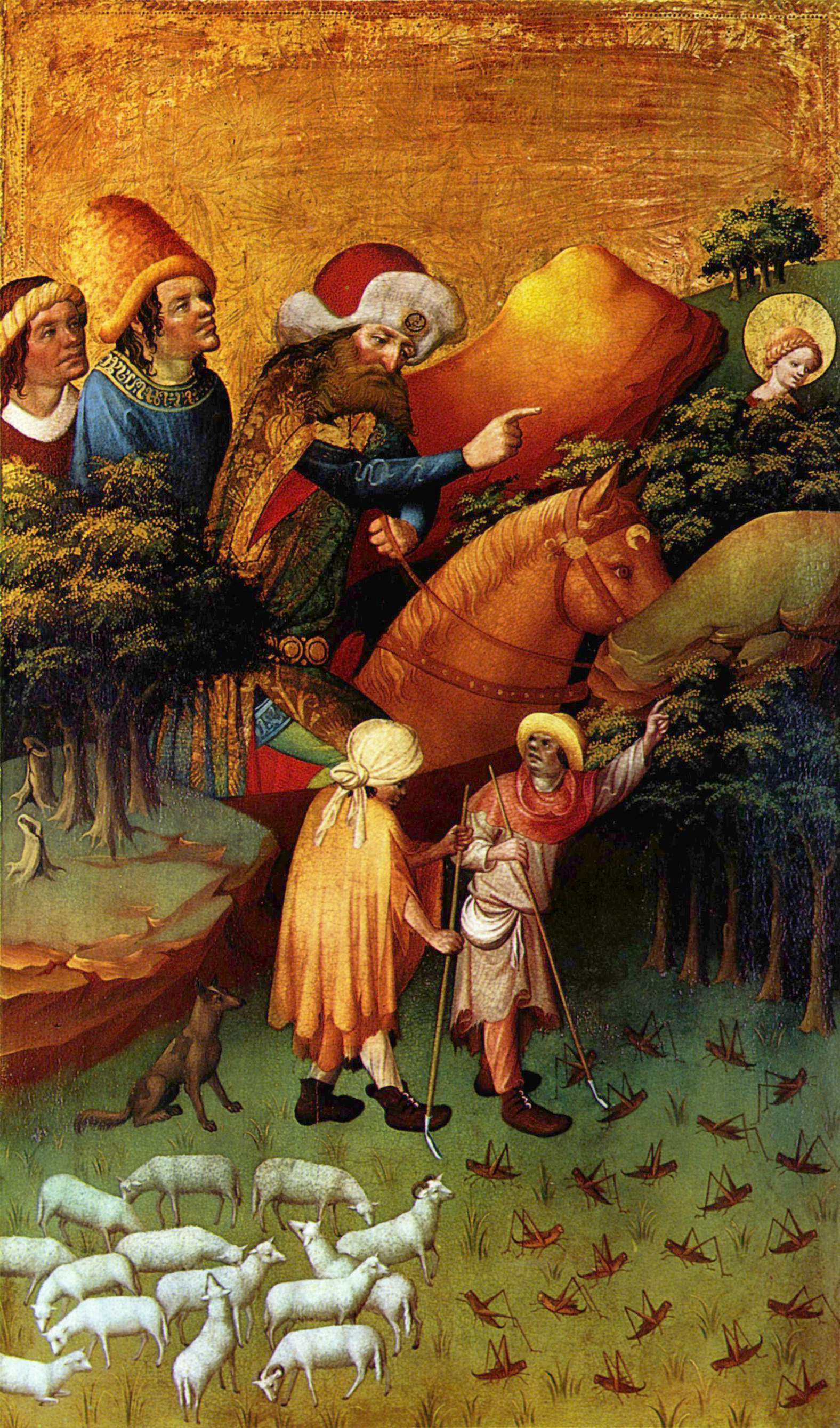
Maestro Francke, Polittico di Santa Barbara (pannello), 1415, Museo nazionale della Finlandia, Helsinki

Il tardo gotico si caratterizzò per alcuni fattori, comuni alle varie manifestazioni di questo stile:
- L'amore per il lusso, per la preziosità degli oggetti e per l'eleganza formale della rappresentazione artistica; abbondava dunque l'uso dell'oro, dei materiali pregiati (come nel capolavoro dell'ex voto di Carlo VI), dei colori luminosi e degli smalti.
- L'esaltazione della figura femminile dal punto di vista etimologico cortese e rinascimentale, come dimostra nei suoi dipinti il celebre pittore Jan Van Eyck, massimo esponente di questo movimento culturale-artistico.
- Profanizzazione dei personaggi sacri, sia in senso aristocratico, con i santi raffigurati o come nobili riccamente abbigliati (Retablo dei santi Orsola, Martino e Antonio di Gonzalo Pérez), sia in senso popolano, con un'interpretazione in chiave quotidiana dei testi sacri (Dubbio di Giuseppe di Strasburgo). Inoltre si assiste in questo periodo alla diffusione di soggetti profani, tratti dal mondo cortese, dai romanzi cavallereschi e dalla vita quotidiana, magari come contorno a immagini sacre.
- Grande attenzione al realismo minuto delle rappresentazioni: ogni oggetto veniva riprodotto nei minimi particolari, anche i più epidermici. Gli oggetti venivano spesso raffigurati accostati come in un catalogo, sorvolando sulla collocazione spaziale coerente e sulla composizione naturalistica (come nella caccia della Visione di Sant'Eustachio di Pisanello, dove è documentato un gran numero di animali, o nella Madonna e santi nel giardino del Paradiso del Maestro del Giardinetto, dove è presente un minuzioso resoconto botanico e avicolo).
- Accanto a questa forma di realismo coesiste una significativa tendenza all'esasperazione espressiva che sfocia spesso in uno stile grottesco, brutale, con ricorso frequente a elementi macabri o truculenti, soprattutto nelle scene sacre: rappresentazione impietosa di cadaveri (Monumento funebre al cardinale La Grange a Avignone), uso marcato del sangue nelle scene di martirio (come nell'Ecce Homo del Maestro Francke o le Stigmate di san Francesco del Maestro del compianto di Cristo di Lindau), ecc.
- Col realismo e l'esasperazione grottesca conviveva spesso anche la più raffinata idealizzazione lirica, per esempio nelle figure di personaggi signorili, di grande compostezza formale e privi di connotazioni psicologiche specifiche. Queste antitesi possono anche essere lette come una sorta di compiacimento aristocratico nel confronto tra il patinato mondo delle corti e il suo opposto umile e miserevole: ad esempio nella predella della Presentazione al Tempio dell'Adorazione dei Magi di Gentile da Fabriano a due signorili donne aristocratiche fanno da contrappunto, all'altra estremità della scena, due miseri mendicanti vestiti di stracci.
- Attenzione secondaria per un'unificazione di tipo spaziale (come avvenne nel Rinascimento con la prospettiva), per cui gli elementi in un'opera d'arte apparivano isolati nello spazio o liberamente collocati con dimensioni anche antinaturalistiche (come nel Polittico di Santa Barbara del Maestro Francke dove le figure in primo piano sono molto più minute di quelle in secondo piano).
- Prevalenza formale della linea nelle raffigurazioni, ora morbida e sinuosa, ora spigolosa e guizzante, con colori intensi che ne sottolineino l'andamento, con panneggi dalle ampie falcate e complicati arabeschi che arrivano ad assorbire l'anatomia umana (San Bartolomeo del Germanisches Nationalmuseum di Norimberga).
- La visione del mondo espressa dallo "stile internazionale" è molto influenzata dalle ripercussioni religiose, politiche e sociali del pensiero di San Tommaso d'Aquino il quale, con il suo fondamento aristotelico, rimette in valore l'esperienza della natura creata da Dio e la conformità della società alla natura. La conoscenza "sensitiva" è solo il mezzo di una conoscenza intellettuale, che risale dagli effetti alle cause e da queste alla prima causa. Varietà degli aspetti e unità dell'armonia che li collega: principio dell'estetica tardo-gotica è dunque la varietà nell'unità. Il fondamento è naturalistico, il fine spiritualistico.[3]

## Sviluppo territoriale in Europa

### Francia

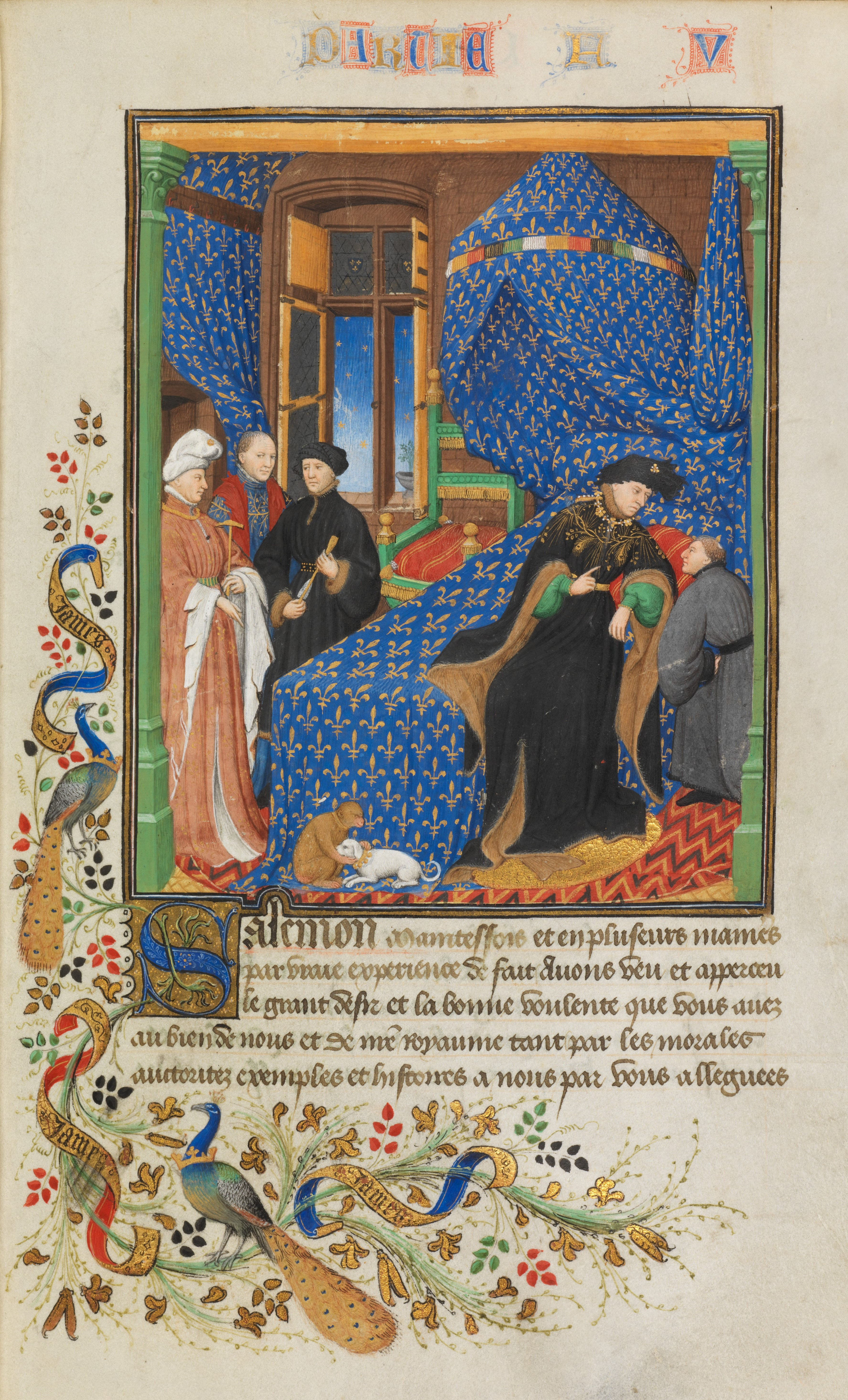
Maestro di Boucicaut, pagina delle Demandes à Charles VI, 1412 circa, Ginevra, Biblioteca di Ginevra

Tra i centri più vivaci della fine del secolo ci furono sicuramente Avignone, che dopo il ritorno del papa a Roma divenne un'inesauribile fonte di modelli. Non si arrestò del tutto la produzione artistica, ma divenne meno ricca e meno audace. Le pitture pervenuteci sono scarse, ma restano notevoli esempi di scultura funeraria, come il monumento funebre al cardinale La Grange (1403) nella chiesa di San Marziale, esemplare del ricorrere di temi macabri.
In Francia, la produzione artistica di questo periodo non può comunque essere separata dalle questioni politiche, legate alle rivendicazioni dinastiche dei duchi di Berry e di Borgogna.
Grande forza di irradiamento artistico ebbero gli atelier di miniatori delle varie corti francesi, tra i quali spiccò quello di Parigi, dove confluirono spesso anche artisti fiamminghi ed italiani. Tra i maestri più importanti spiccano il Maestro di Boucicaut, che usò una gamma migliore di colori e sperimentò nuove soluzioni spaziali "aperte", e i Fratelli Limbourg, originari della Gheldria, famosi per gli amplissimi paesaggi di suggestione fiabesca, i colori raffinati, gli effetti di luce e l'attentissimo realismo dei dettagli più minuti.

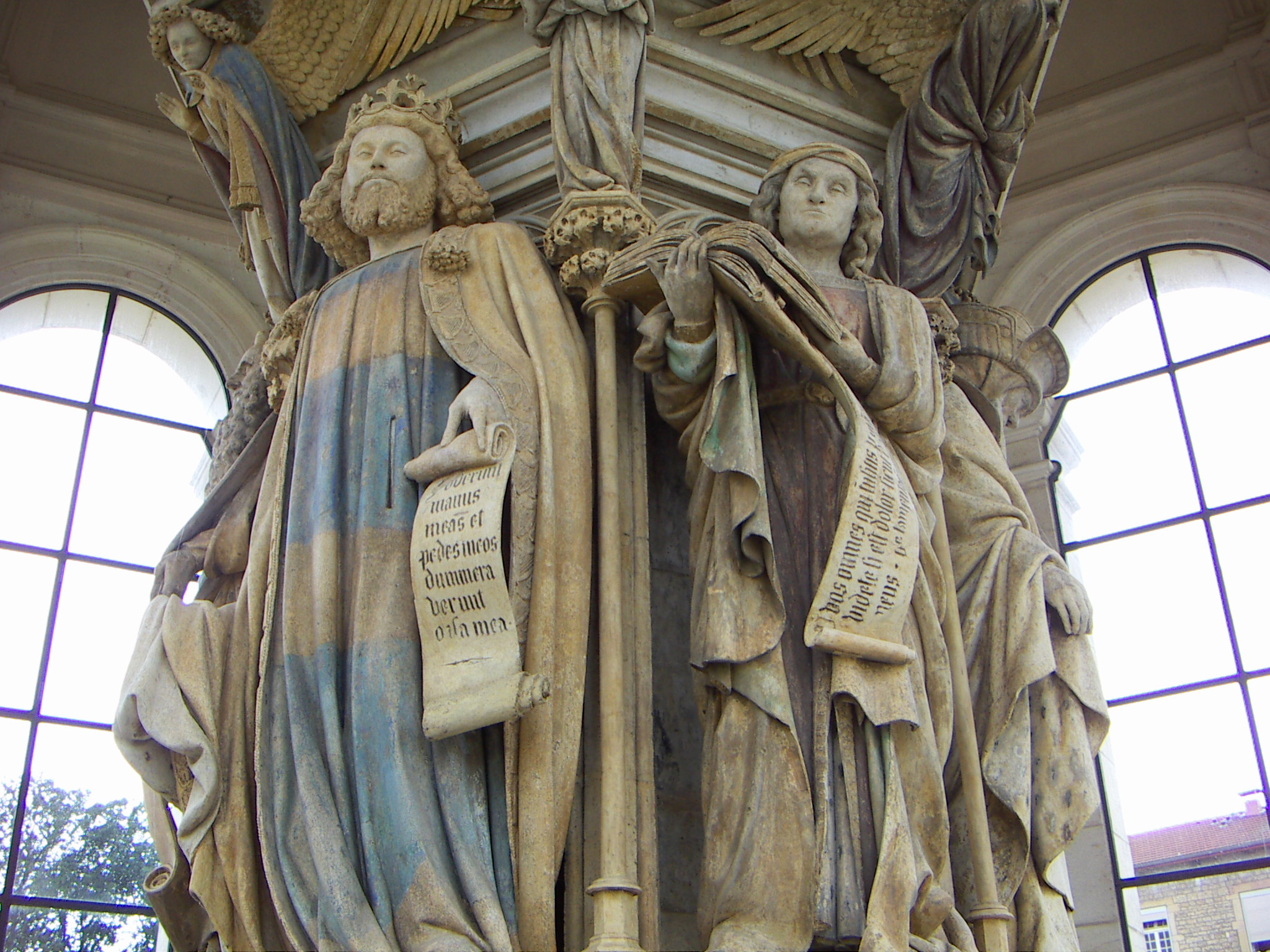
Certosa di Champmol (Digione), Pozzo dei Profeti

In Borgogna, forse la regione più cosmopolita sotto Filippo l'Ardito, si sviluppò una scultura caratterizzata da monumentali figure immobili e monumentali, dove sulle cadenze sinuose del Gotico Internazionale prevale il volume semplice, pur animato da potenti effetti di chiaroscuro e dalla minuziosa resa dei dettagli. Il maestro di questo stile fu Claus Sluter, che lasciò il suo capolavoro al Pozzo dei profeti (1395) nella Certosa di Champmol: possenti figure (sei profeti e sei angeli) sono caratterizzate da un nuovo grandioso realismo e da una notevole individuazione psicologica.

### Boemia

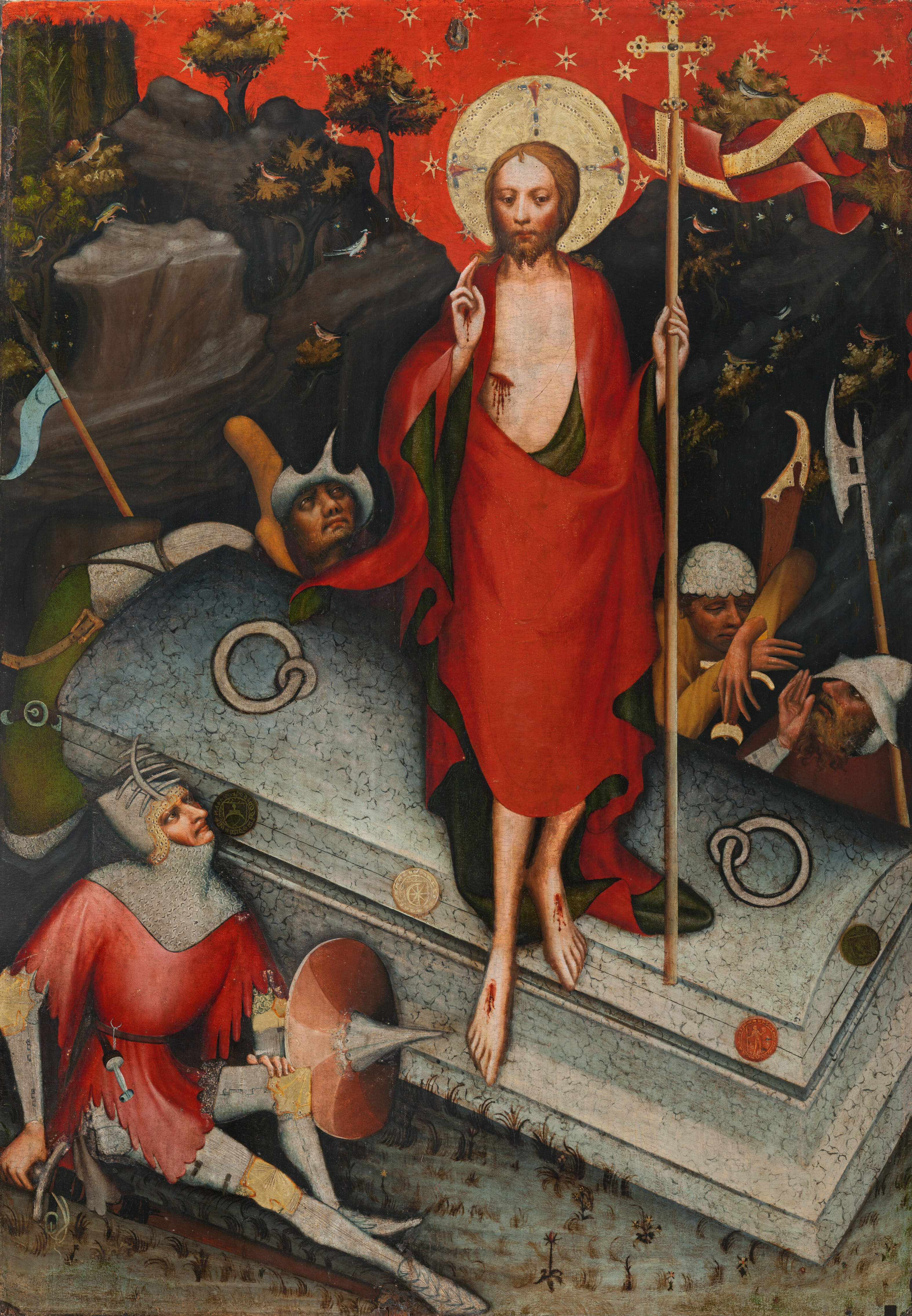
Resurrezione del Maestro dell'Altare di Třeboň, 1380-1390, Praga, Národní galerie

In Boemia all'epoca di Venceslao IV si ebbe l'apice dello Stile dolce. In pittura e scultura esso era caratterizzato da un'attenzione preminente alla linea, con il movimento ritmico delle pieghe nei panneggi, e da un'idealizzazione delle fisionomie. In pittura fu tipico l'uso di tinte morbidamente sfumate, che sottolineavano con delicatezza le rotondità delle forme.
Famosa è la produzione delle cosiddette Belle Madonne (come la Madonna di Krumlov), derivate da modelli gotici francesi, ma dall'incarnato chiarissimo e l'espressione sorridente. Opere spesso lignee, ebbero un'ampia diffusione anche in tutto l'arco alpino orientale, dalla Germania meridionale all'Italia del nord, passando per l'Austria.
In pittura si sviluppò una corrente curiosa verso il grottesco, con forzature della prospettiva e dei colori per scopi espressivi: per nella Resurrezione del Maestro dell'Altare di Třeboň un Cristo efebico si leva dal sepolcro coperto da una sgargiante veste rossa, mentre i soldati addormentati appaiono in pose caricaturali.

### Germania
Nella zona renana, in particolare a Colonia, si sviluppò il cosiddetto "stile tenero", incantato e incantevole, in contrapposizione con il drammatico ed espressivo stile dell'arte tedesca in generale. Un dipinto emblematico è la Madonna e santi nel giardino del Paradiso, dipinto da un maestro anonimo verso il 1410. In questa raffigurazione tutta l'attenzione del pittore è dedicata ai minuziosi dettagli delle specie botaniche, degli strumenti musicali, degli uccelli colorati.
In area anseatica fu protagonista Maestro Francke, nel quale si riconoscono alcuni dei tratti più tipici del gotico internazionale. Dipinse figure molto originali, anche con le proporzioni tra figure in primo e in secondo piano rovesciate: si pensi alle famose Storie di santa Barbara dove in una scena dei cavalieri appaiono come giganti oltre la boscaglia mentre i contadini in primo piano sono molto più piccoli. Nella sua arte si trova anche una forte marcature degli elementi più drammatici e truculenti, come nelle figure del Cristo dopo la Passione, smagrito, deformato dal dolore e con il realistico sangue che cola ancora dalle ferite (Cristo dolente), oppure nelle scene di martirio, come quella di Tommaso Becket, dove non sono risparmiati i particolari più macabri, come la ricca veste vescovile macchiata dai fiotti di sangue delle ferite. Tra le pale commissionate si notano anche quelle del Maestro della Leggenda di Caterina, operante in territorio mitteleuropeo a cavallo tra XV e XVI secolo.

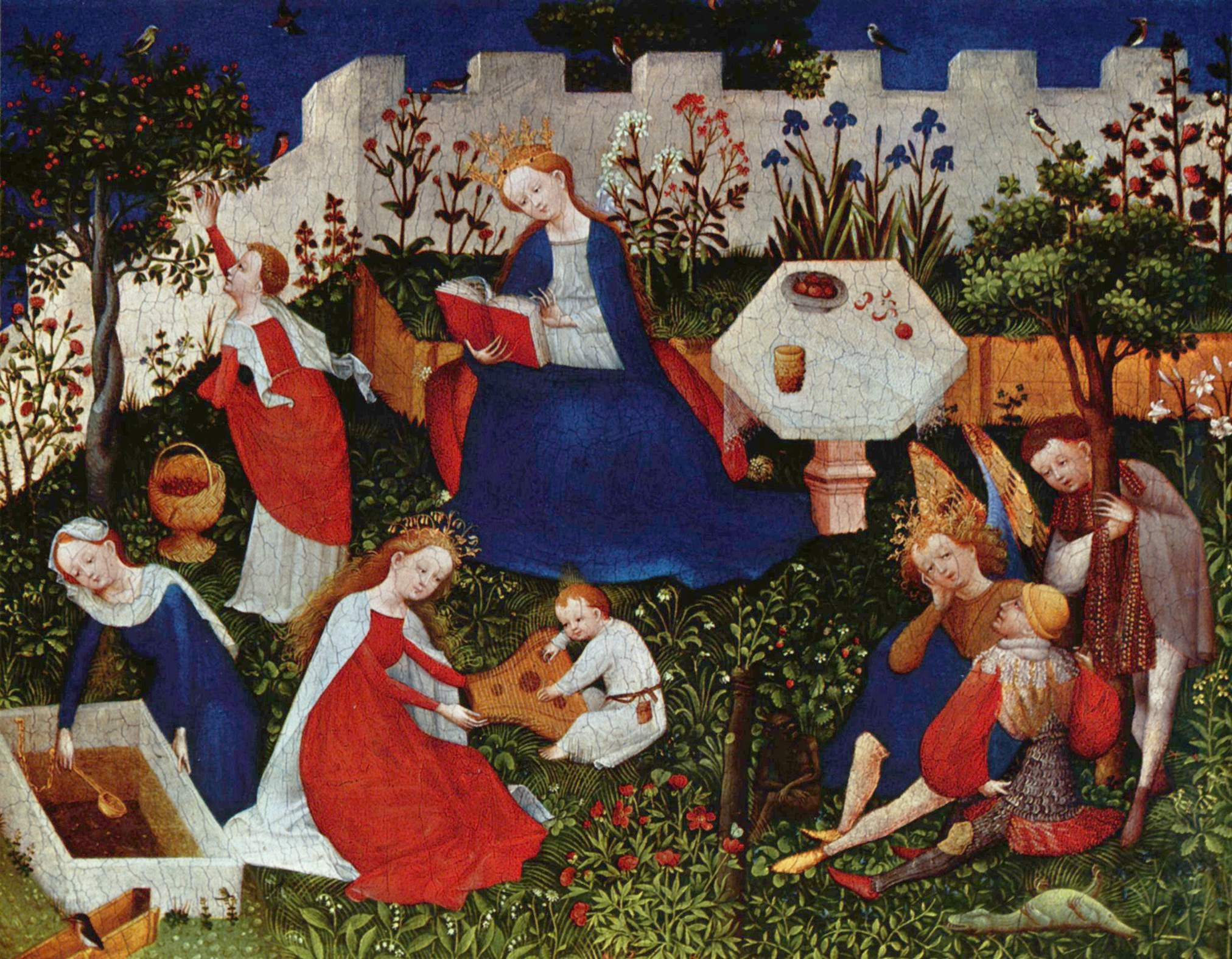
Maestro dell'alto Reno, Madonna e santi nel giardino del Paradiso
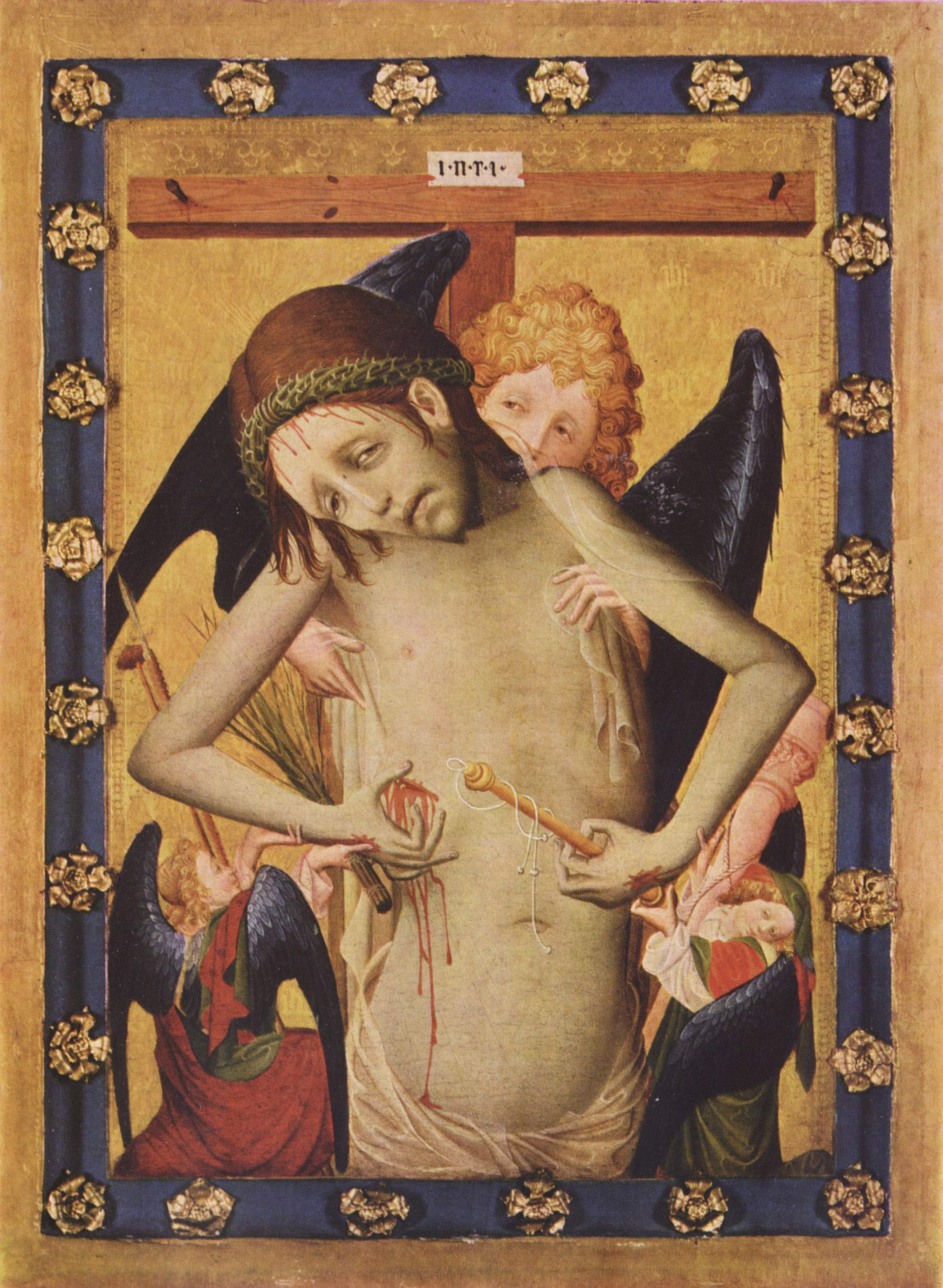
Maestro Francke, Cristo dolente
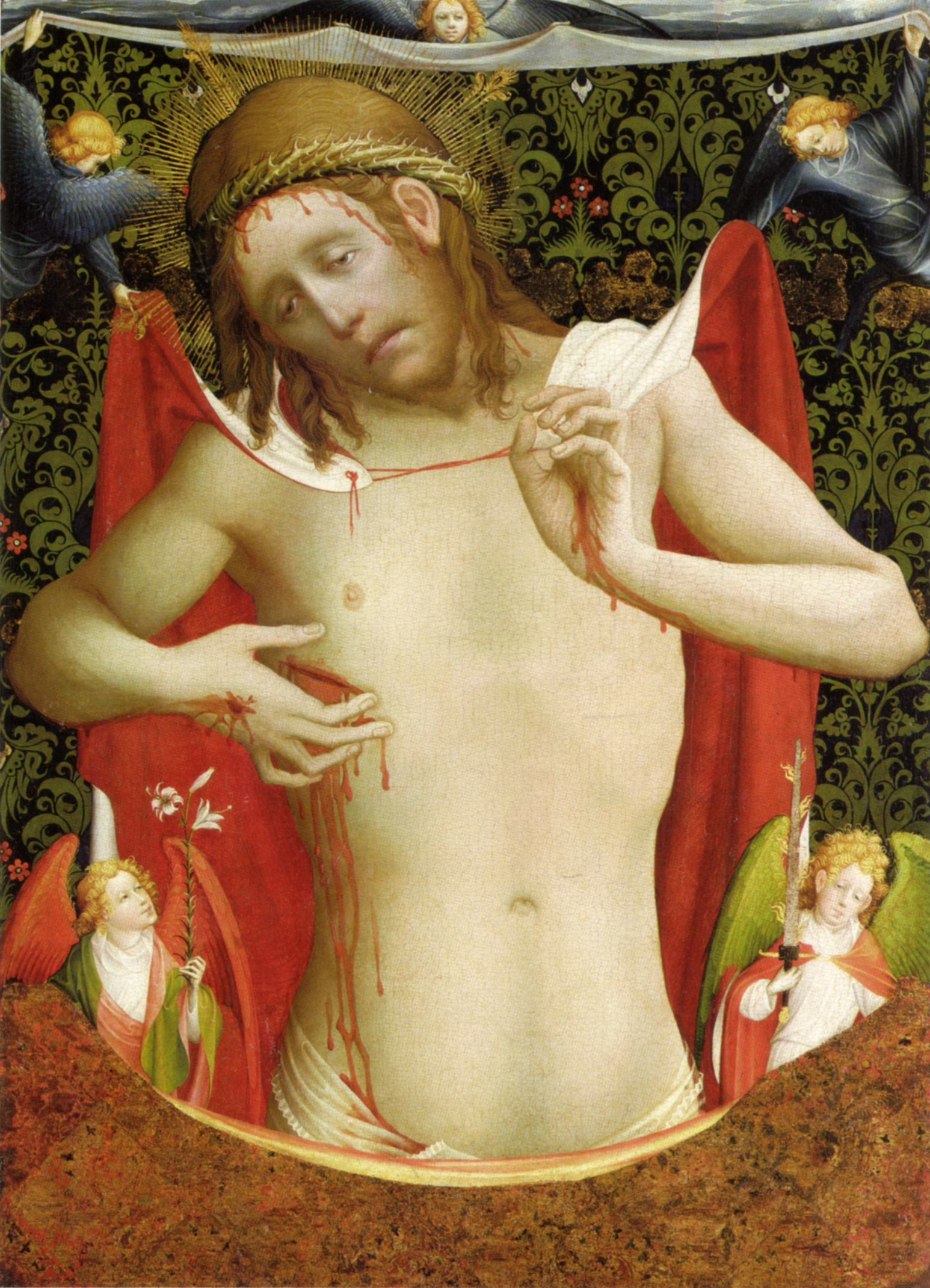
Maestro Francke, Cristo dolente
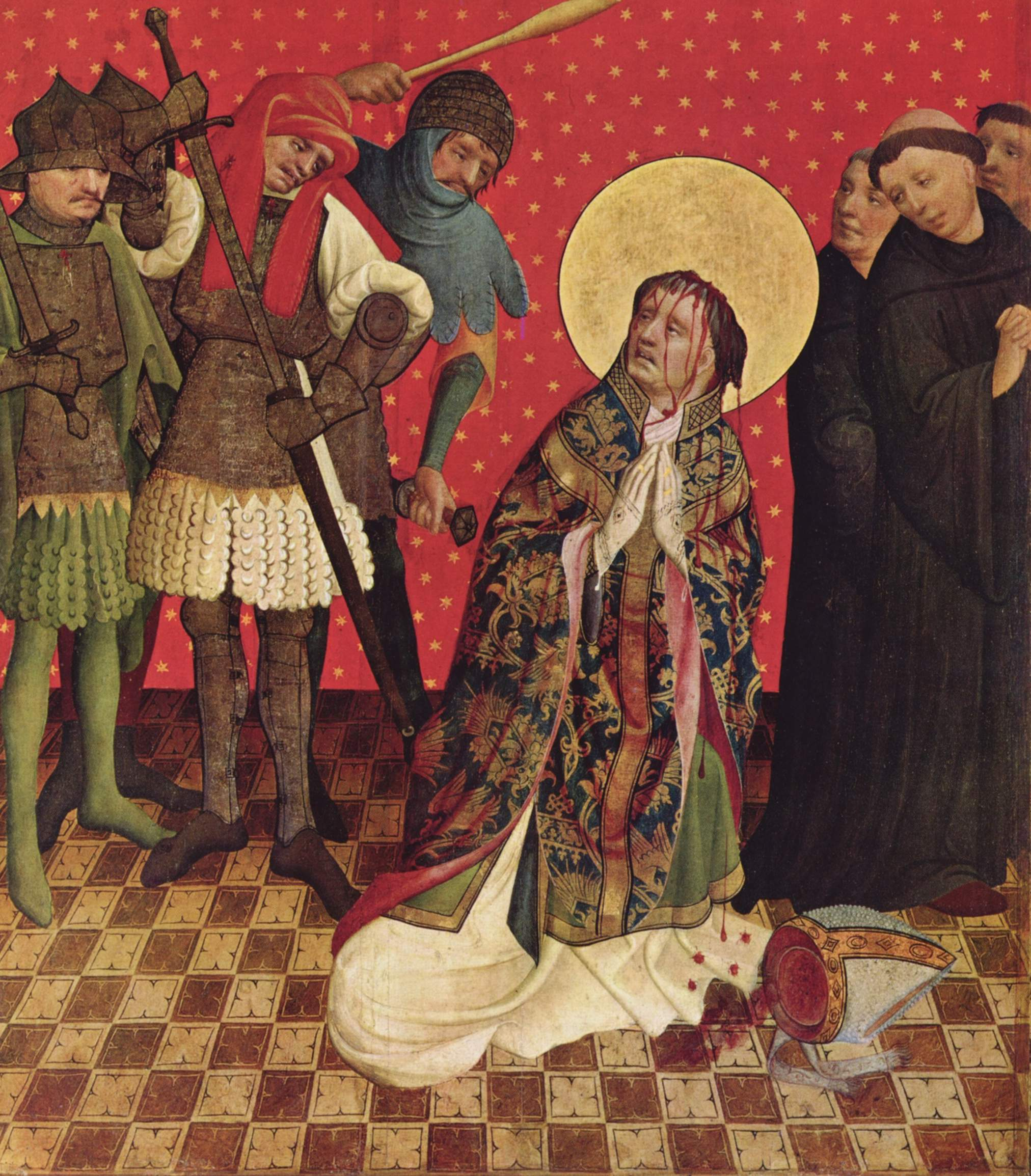
Maestro Francke, Martirio di Tommaso Becket

## Sviluppo territoriale in Italia

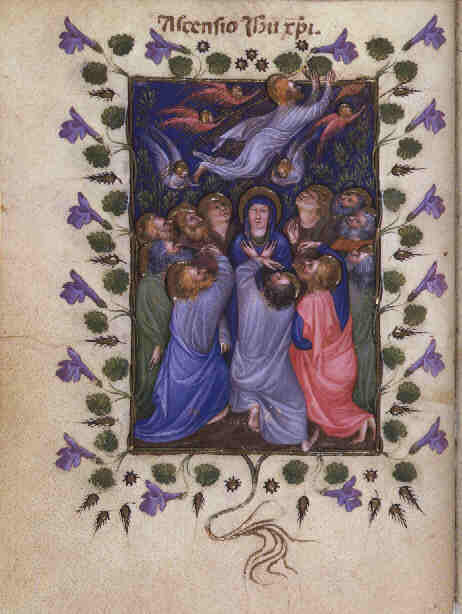
Michelino da Besozzo, Offiziolo Bodmer (libro d'ore), prima metà del XV secolo, New York, Pierpoint Morgan Library

### Lombardia
Con Gian Galeazzo Visconti venne iniziato un programma politico teso a unificare il nord-Italia in una monarchia al pari di quella francese, con la quale intrattenne continui scambi culturali.
A Pavia nacque la più prestigiosa scuola di miniatura della regione, celebre in tutta Europa per il realismo e la fine decoratività con il nome di ouvraige de Lombardie. L'opera più importante fu l'inizio del Duomo di Milano, per il quale il Visconti richiamò architetti francesi e tedeschi, che costruirono l'edificio più vicino al gotico transalpino d'Italia.
L'artista più rappresentativo dell'epoca fu Michelino da Besozzo, miniatore, pittore ed architetto. Nell'Offiziolo Bodmer rinnovò lo stile trecentesco a favore di una maggiore fluidità con colori tenui e preziosi. All'appiattimento spaziale rispose con un maggiore decorativismo ritmico, sottolineato per esempio dalle raffinate cornici di fiori sapientemente riprodotti con grande veridicità a fronte di studi specifici: il colore dei petali fa sempre un delicato contrappunto alle tinte dominanti della scena rappresentata.
Un altro grande maestro, già attivo nel cantiere del Duomo milanese, fu Giovannino de' Grassi, che miniò per Gian Galeazzo Visconti un sontuoso Offiziolo, oggi alla BNCF, con grandi pagine coperte di pitture animate dal contorno meno nitido, come se sfumati da una luce più soffusa. Altri maestri furono più legati a forti tinte contrastanti, con gesti eccessivamente espressivi e figure immobili e solenni, come nelle miniature di Belbello da Pavia.

### Venezia

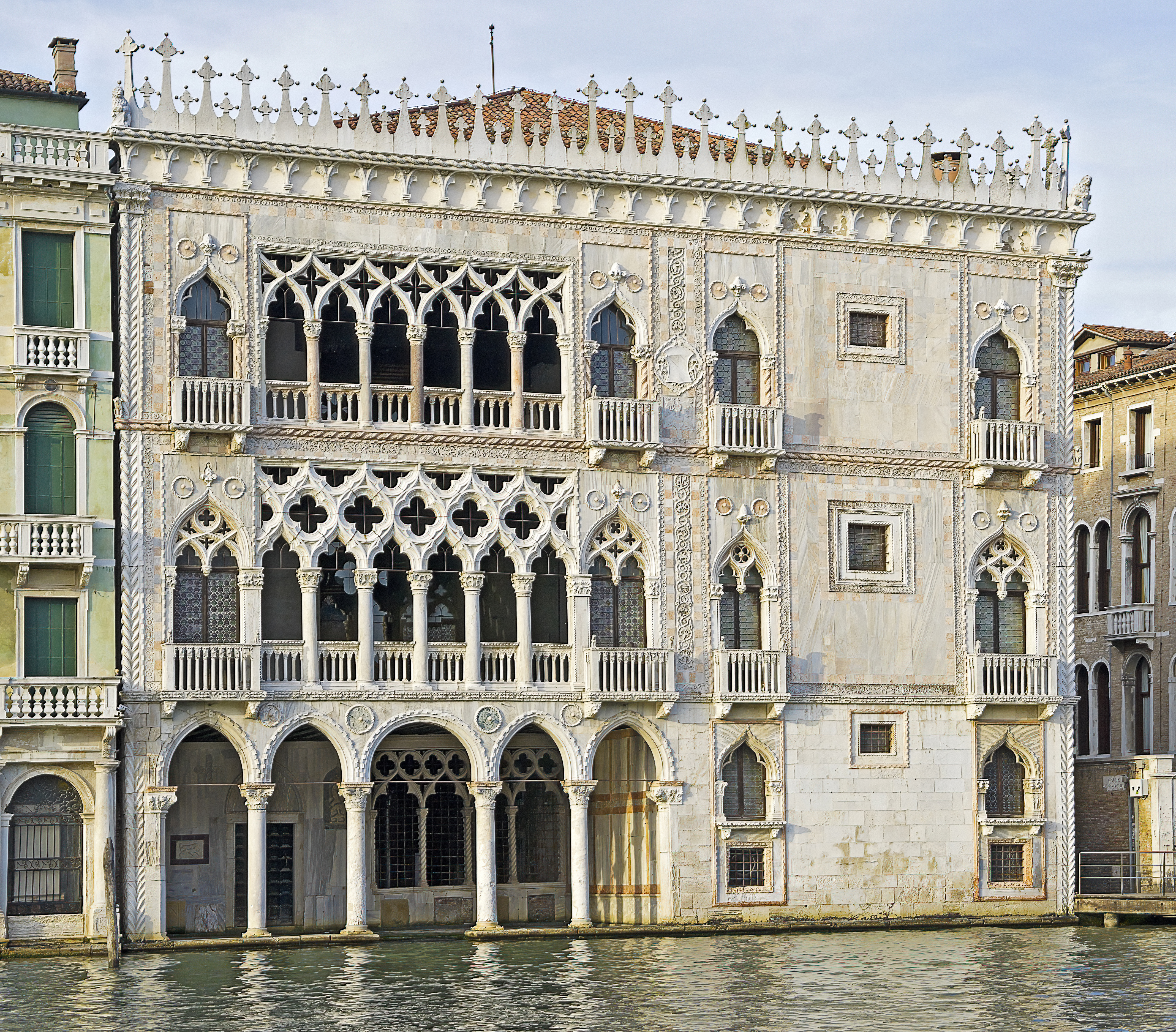
Venezia, Ca' d'Oro, 1420-1440

All'inizio del XV secolo Venezia iniziò una svolta epocale, concentrando i suoi interessi verso la terraferma e distaccandosi progressivamente dall'influenza bizantina, inserendosi più attivamente nel quadro occidentale. In pittura, scultura e architettura si registrò un contemporaneo innesto di motivi tardo-gotici, che bene si amalgamavano col sostrato bizantino.
Palazzo Ducale venne coperto di affreschi tra il 1409 e il 1414, con artisti esterni di grande fama, quali Pisanello, Michelino da Besozzo e Gentile da Fabriano, opere oggi quasi totalmente perdute.
In architettura venne coronata la Basilica di San Marco e venne deciso, nel 1422 di prolungare Palazzo Ducale sul lato della piazza, fino a San Marco, continuando lo stile della parte precedente, trecentesca. Nacque così uno stile veneziano svincolato dalle mode europee del momento. Appartengono a questo stile le eleganti polifore a archetti finemente ornati della Ca' Foscari, del Palazzo Giustinian e della Ca' d'Oro, dove un tempo la facciata era anche decorata da smaglianti dorature ed effetti policromi.

### Verona

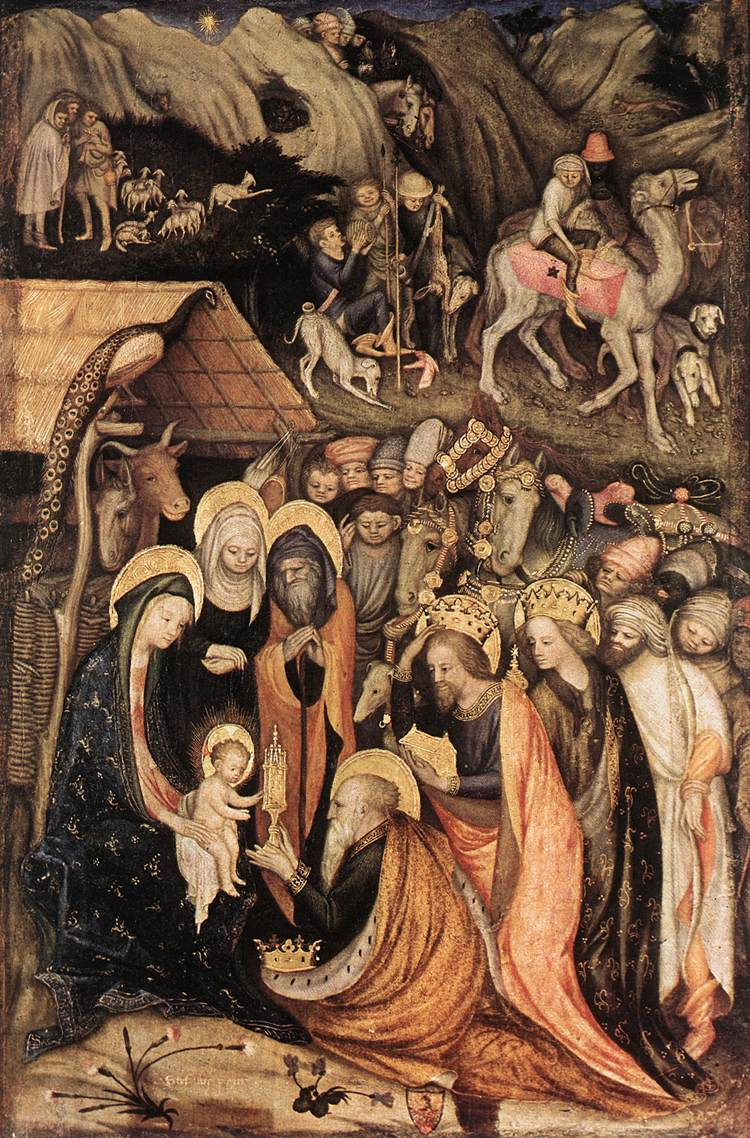
Stefano da Verona, Adorazione dei Magi (1435), Pinacoteca di Brera, Milano

Verona, per quanto sottomessa a Venezia dal 1406, mantenne a lungo una propria scuola artistica, più vicina alla Lombardia (vi aveva lavorato a lungo anche Michelino da Besozzo). Importante fu il pittore Stefano da Verona, figlio di un pittore francese (Jean d'Arbois già al servizio di Filippo l'Ardito e Gian Galeazzo Visconti).
Nell'Adorazione dei Magi (firmata e datata 1435), costruì con tratti morbidi e linee sinuose una delle migliori opere del gotico internazionale, prestando grande cura ai dettagli, alla resa delle materie preziose e delle stoffe, alla calibrazione della composizione affollata.
Ma l'artista più importante attivo a Verona fu Pisanello, che portò al culmine l'arte figurativa settentrionale. Nella Cappella Pellegrini della chiesa di Sant'Anastasia si trova la sua opera tarda ma più conosciuta, il San Giorgio e la principessa, dove in una maniera del tutto personale mescolò eleganza dei dettagli e tensione della narrazione, raggiungendo vertici di "idealizzato realismo". In seguito si trasferì ad altre corti italiane (Pavia, Ferrara, Mantova, Roma), dove diffuse le sue conquiste artistiche venendo a sua volta influenzato dalle scuole locali, con particolare riguardo alla riscoperta del mondo antico promossa già dal Petrarca, alla quale si votò copiando numerosi rilievi romani in disegni che ci sono in parte pervenuti. Straordinaria è anche la sua produzione di disegni, veri e propri studi dal vero, tra i primi nella storia dell'arte ad acquistare un valore indipendente dall'opera su tavola finita.

### Firenze
Dopo la crisi della seconda metà del Trecento (che si era manifestata anche in arte con opere schematiche, appiattite e con poca inventiva), il panorama artistico del Quattrocento fiorentino si aprì all'insegna di due orizzonti diversi: l'adesione al gotico internazionale o un recupero più rigoroso dell'arte classica.
Una straordinaria sintesi delle due scuole di pensiero è offerta dalle due formelle superstiti del concorso per la realizzazione della porta nord del battistero di Firenze, fuse in bronzo rispettivamente da Lorenzo Ghiberti e da Filippo Brunelleschi ed oggi al Museo nazionale del Bargello. La prova consisté nel raffigurare un Sacrificio di Isacco entro un quadrilobo, come quelli già usati da Andrea Pisano nella porta più antica, che i due artisti risolsero in maniera molto diversa.

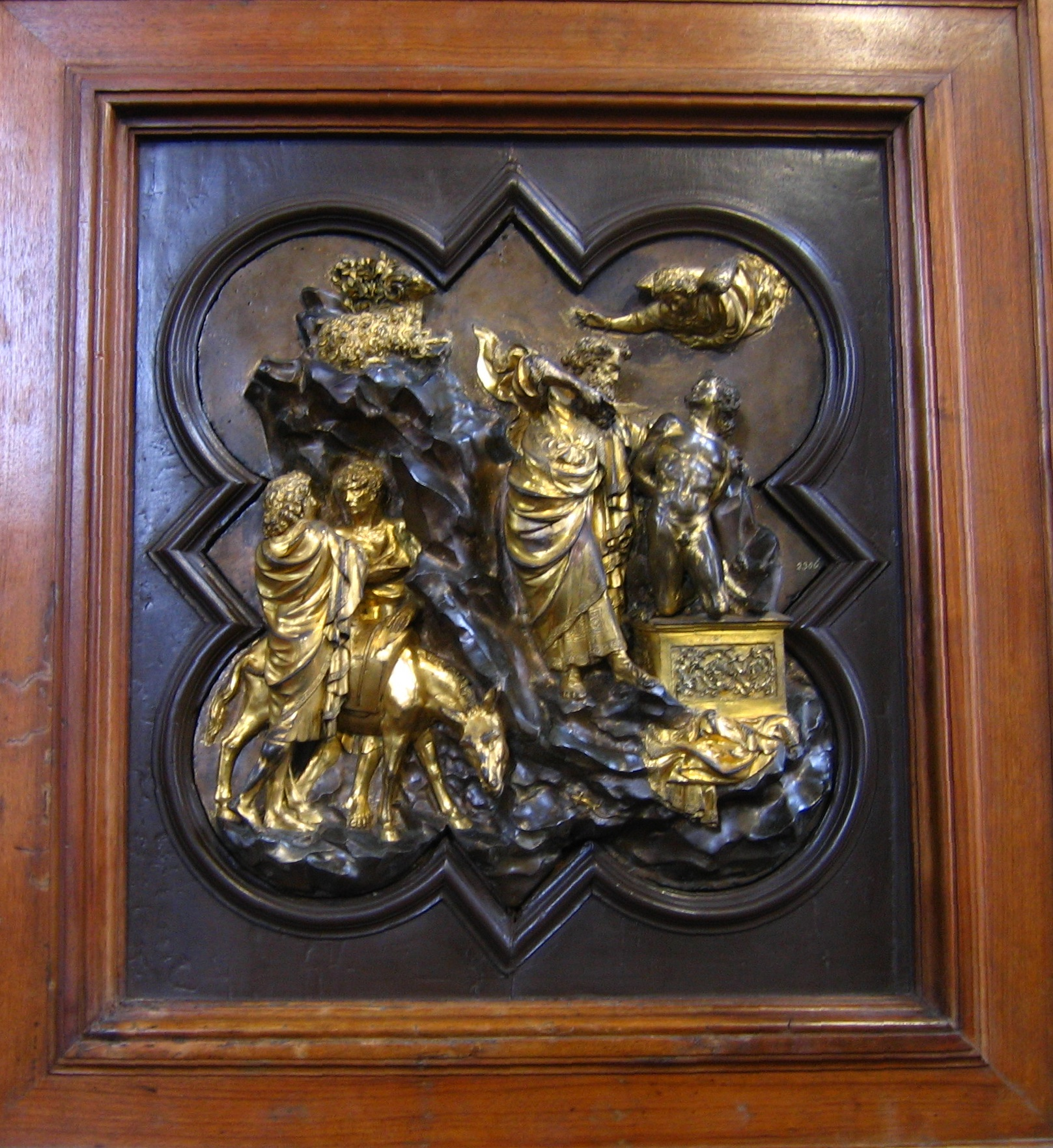
La formella di Ghiberti per il concorso del Battistero (1401)

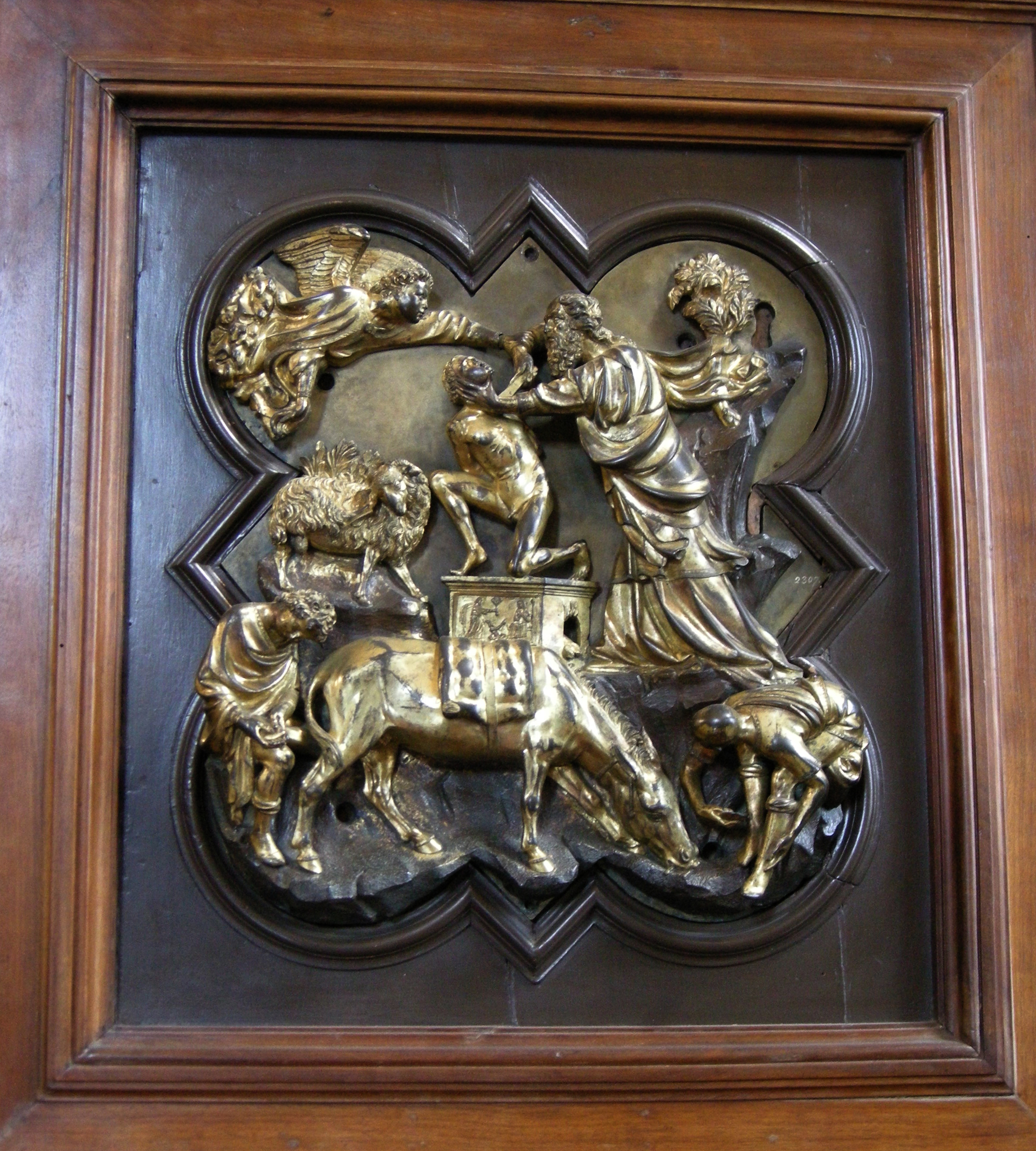
La formella di Brunelleschi per il concorso del Battistero (1401)

Ghiberti divise la scena in due zone verticali armonizzate da uno sperone roccioso, con una narrazione equilibrata, figure proporzionate e aggiornate alle cadenze del gotico. Usò anche citazioni dall'antico di sapore ellenistico nel poderoso nudo di Isacco, facendo quindi una selezione tra i più vari stimoli disponibili all'epoca.
Ben diverso fu il rilievo creato da Brunelleschi, che suddivise la scena in due fasce orizzontali, lo sfondo è piatto e le figure vi emergono con violenza. Altamente espressivo è il culmine della scena, dove linee perpendicolari creano la forte scena del coltello aguzzo fermato dall'angelo, il quale impugna saldamente il braccio di Abramo: l'urto tra le tre volontà diverse (di Abramo, di Isacco e dell'angelo) è reso con una tale espressività da far apparire al confronto la formella di Ghiberti una pacata recitazione. Questo stile deriva da una meditazione dell'opera di Giovanni Pisano e dell'arte antica, come dimostra anche la citazione colta dello spinario. La vittoria spettò a Ghiberti, segno di come Firenze non fosse ancora pronta al classicismo innovativo che fu all'origine del Rinascimento, proprio in scultura prima che in pittura.
A Firenze Gentile da Fabriano lasciò il suo capolavoro, l'Adorazione dei Magi, e il Polittico Quaratesi, dove forse subiva già l'influsso verso la monumentalità di Masaccio.
Un altro esponente importante del tardo-gotico fiorentino fu Lorenzo Monaco, pittore e miniatore camaldolese, che dipinse figure allungate, coperte da ampi panneggi falcati, con tinte raffinate e innaturalmente brillanti. Non aderì però alla laica cultura cortese, anzi profuse nelle sue opere una forte spiritualità accentuata dal distacco delle figure dalla realtà e dagli aristocratici gesti appena accennati.

### Napoli

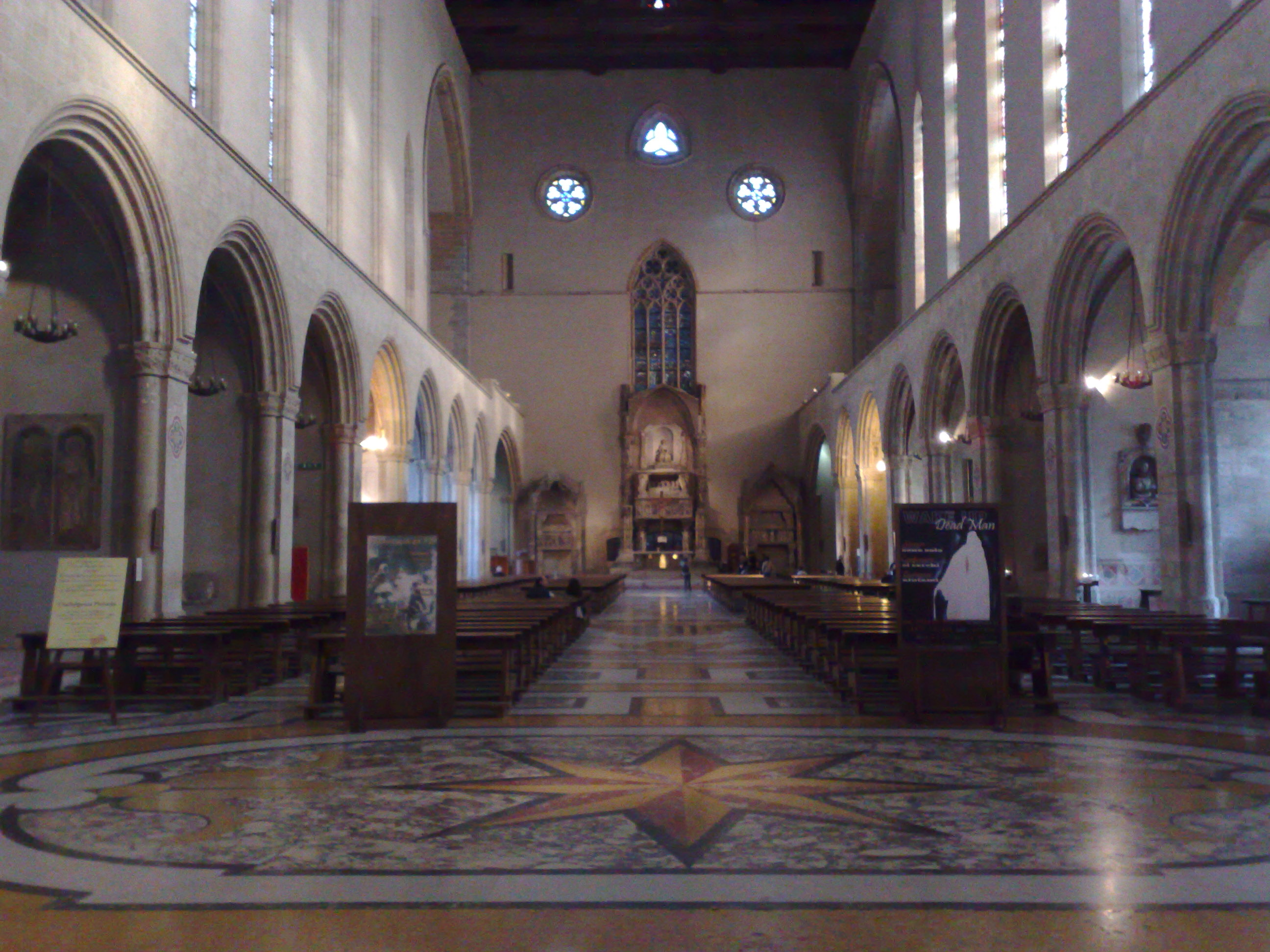
Interno del Monastero di Santa Chiara

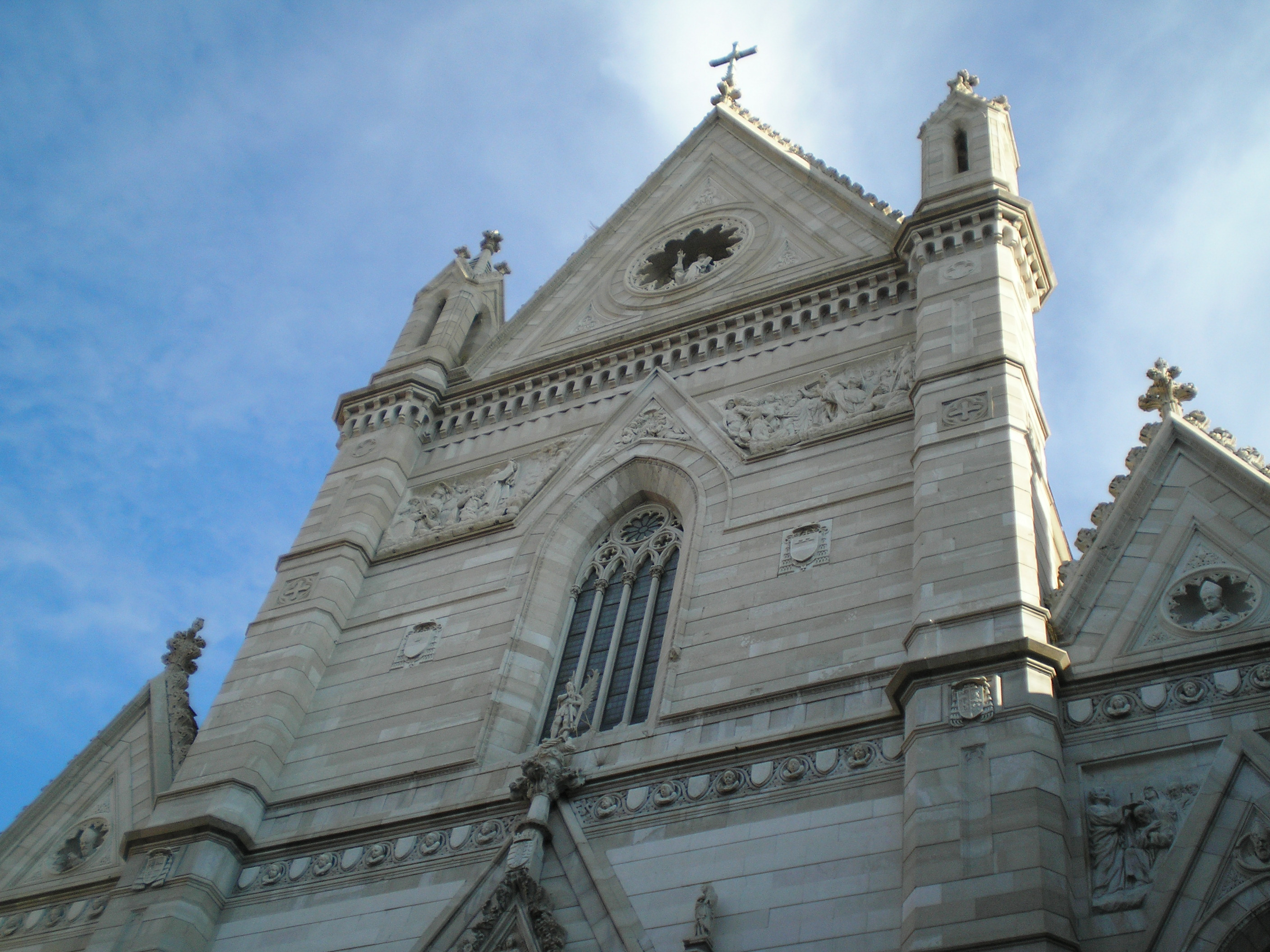
Facciata del Duomo di Napoli

Nel Regno di Sicilia, lo stile gotico si affermò nel '200 già con i Normanni, tuttavia sarà con Federico II di Svevia che lo stile si affermò nella sua prima forma ovvero il Gotico Classico. Il passaggio dal Gotico Classico a quello Francese avvenne con gli Angioini nel corso del tardo XIII secolo. La separazione del regno, dopo i vespri siciliani, fece di Napoli una capitale di un nuovo regno esteso in tutta l’Italia meridionale peninsulare. Maestranze francesi e locali lavorarono per le nuove esigenze del regno, in particolare per le esigenze della nuova capitale. Il re Roberto d'Angiò chiamò gli artisti francesi più in voga del periodo e fece costruire la Chiesa di Sant'Eligio in pieno stile gotico del periodo simile per struttura alla Saint-Chapelle. La chiesa è costruita con l’alternanza di tufo bianco e tufo giallo, molto decorate sono le finestre. Fino al XVI secolo la cattedrale era arricchita da pinnacoli abbattuti durante la dominazione spagnola.
L'interno è caratterizzato dalla classica volta a crociera gotica. Altro esemplare dello stile gotico fu il monastero di Santa Chiara, che mostra il passaggio tra stile Gotico Classico a quello Francese. Di stile Gotico Internazionale è il Duomo di Napoli (compromesso tra il Gotico Internazionale Francese e Il Gotico Fiorito più tipicamente Italiano), la sua storia proprio come Santa Chiara conobbe la modifica degli interni e della facciata in stile barocco durante la dominazione spagnola. Tuttavia nel 1875 l'esterno venne restaurato secondo il gusto trecentesco. Mentre per il monastero di Santa Chiara saranno le bombe a far crollare la facciata e gli interni seicenteschi e a far riportare alla luce il complesso trecentesco.

Per quanto riguarda l'edilizia civile, l'esempio più famoso nel regno di Napoli fu il Maschio Angioino che realizzato nel trecento in stile gotico internazionale francese, fu arricchito da Alfonso I d'Aragona dai torrioni rotondi in pietra lavica (inizialmente il castello tuttavia appariva di colore bianco) e la corte d'onore fu modificata con elementi del gotico catalano . Tuttavia anche qui quando a metà del '500 il castello venne trasformata in prigione gran parte dei suoi ornamenti furono smantellati e la corte d'onore fu rifatta nel seicento trasformandosi nel cortile carcerario. Per quanto riguarda l'arte della miniatura Napoli conobbe un periodo particolarmente fiorente sotto gli Angioini. Già con Roberto D'Angiò. Tuttavia Fu con la Regina Giovanna e poi con Renato d'Angiò che l'arte raggiunse il culmine. Uno degli esempi più famosi realizzati sotto Renato I fu il Livre du coer d'amour épris iniziato negli ultimi anni di governo del Re a Napoli e continuato poi nel suo ritiro in Tarascona. In stile gotico internazionale è anche la Divina Commedia di Alfonso I cominciata nel 1442 e realizzata da artisti napoletani e fiorentini.

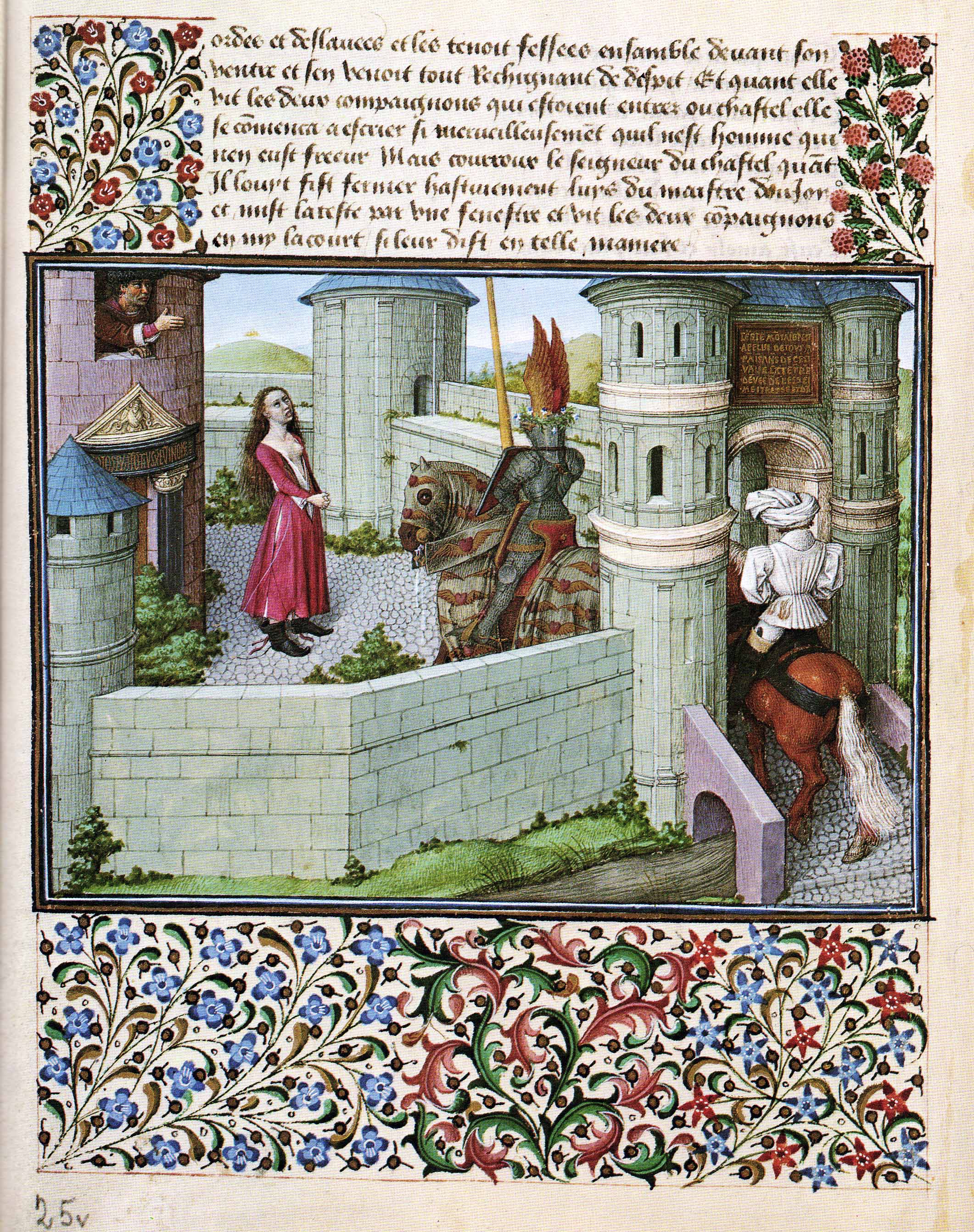
Miniatura del Livre du coeur d'amour épris

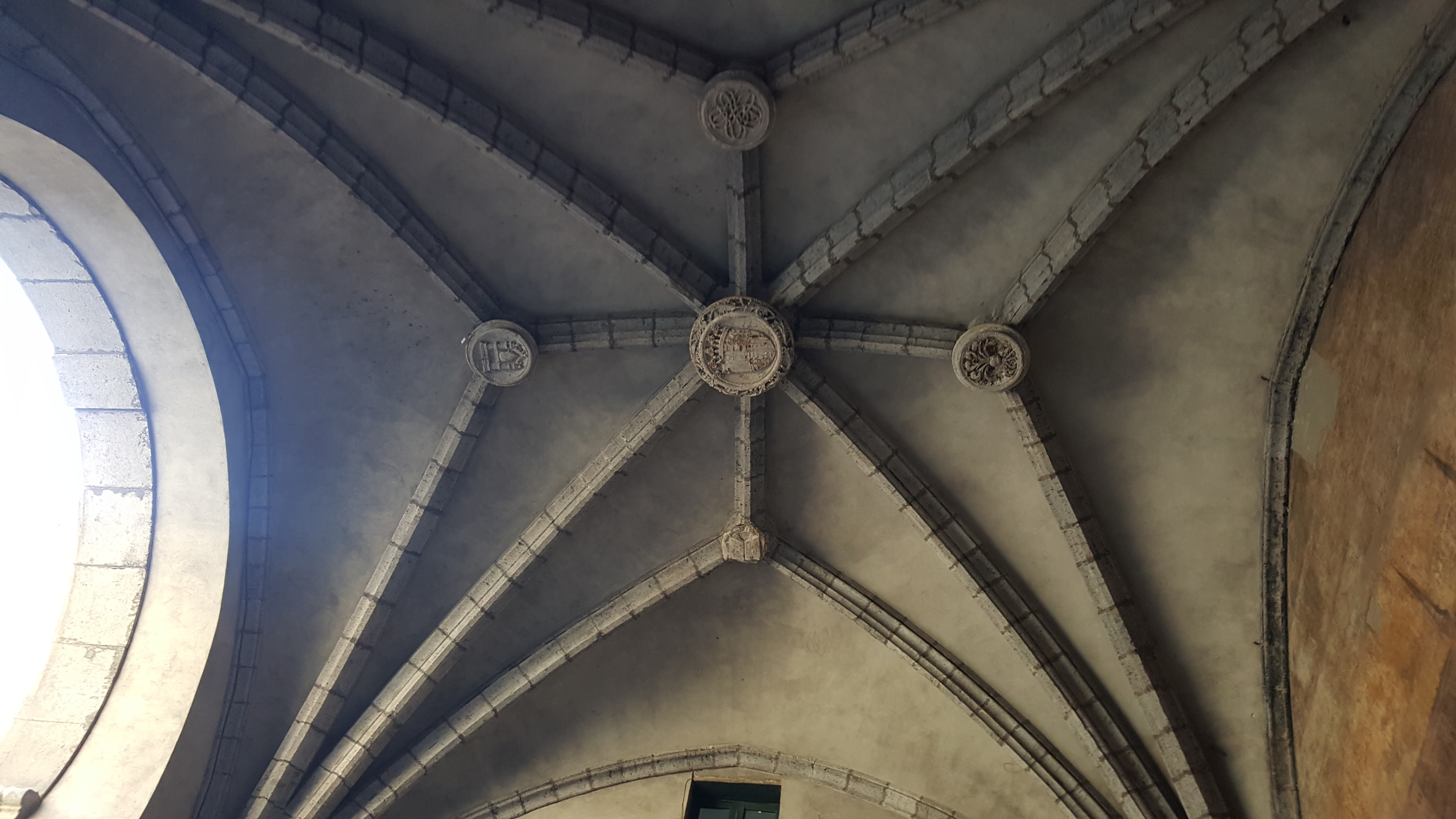
Volta gotica all'ingresso del Maschio Angioino
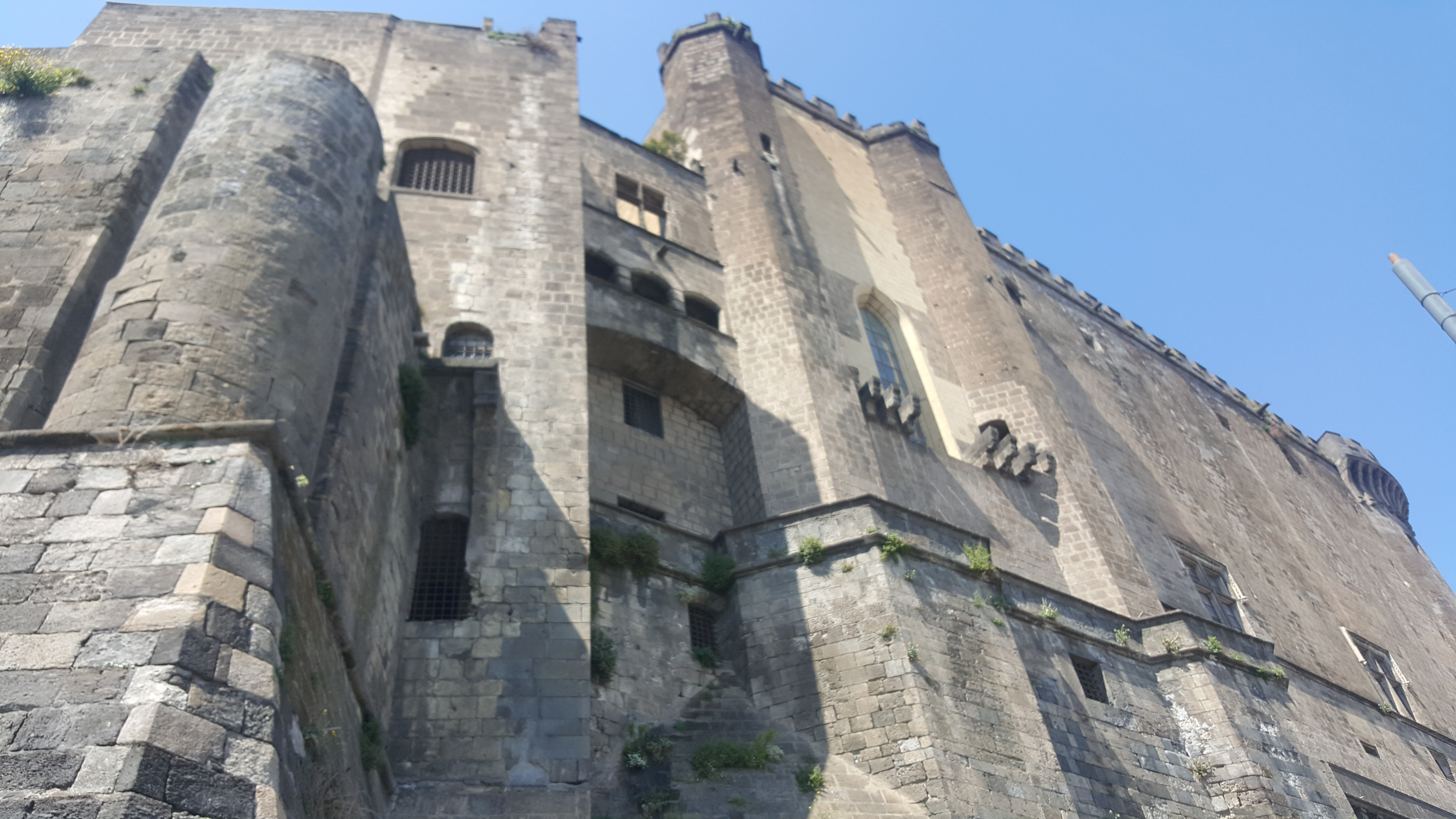
Maschio Angioino visto dalla strada
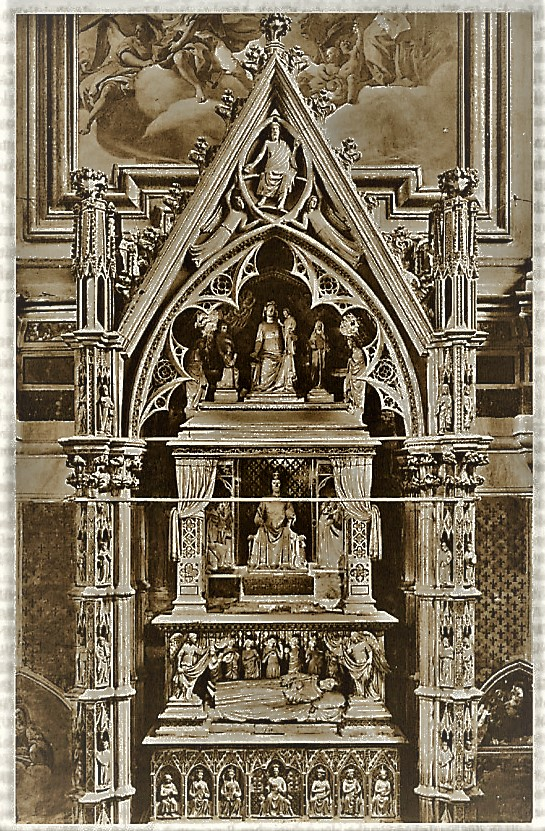
Napoli, basilica di Santa Chiara, sepolcro di Roberto d'Angiò, prima del bombardamento dell' agosto 1943. Straordinario esempio di Gotico matura napoletano

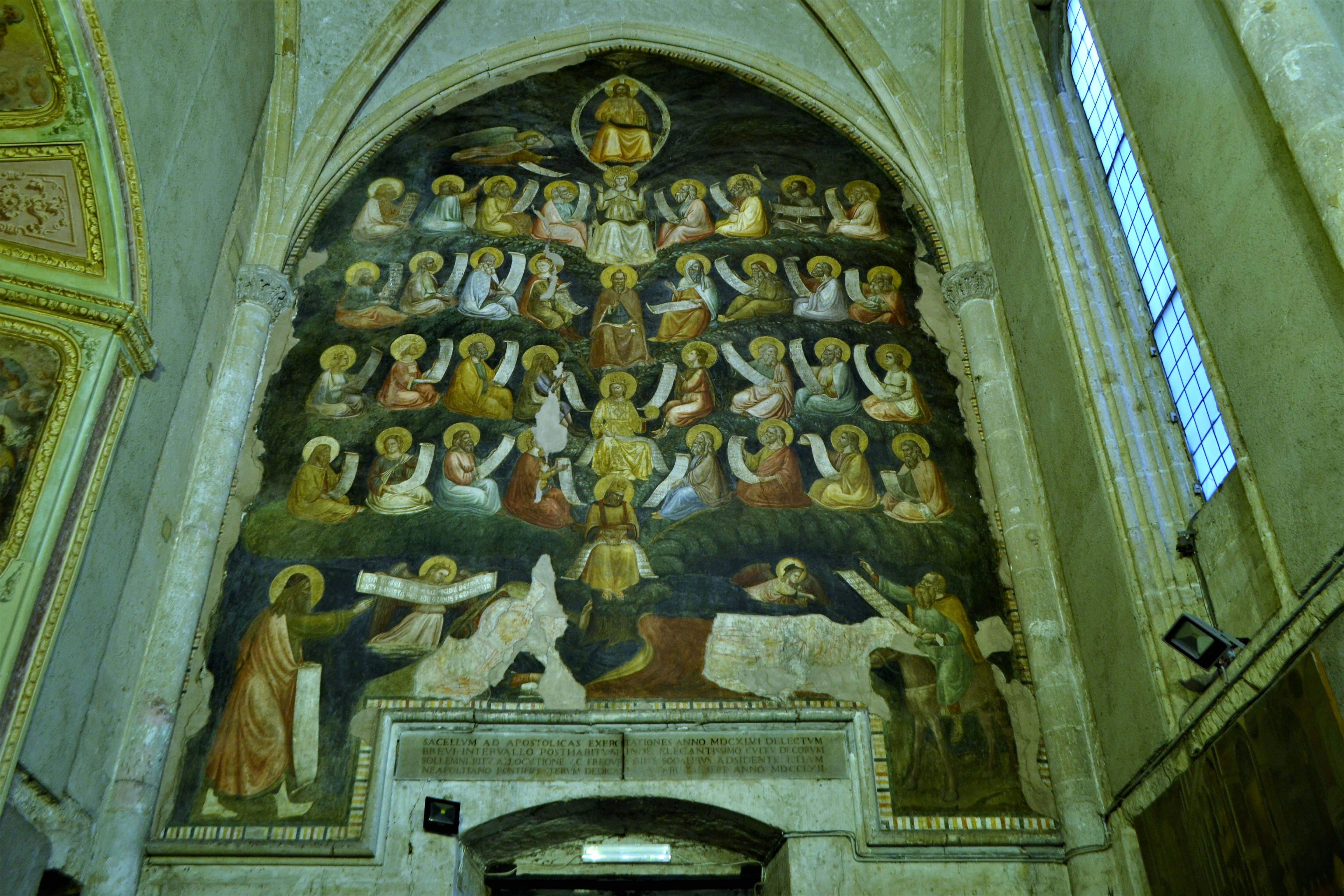
Affresco realizzato nel Duomo di Napoli